# Ioannis Metaxàs
Ioannis Metaxàs (grec Ιωάννης Μεταξάς) va néixer el 12 d'abril de 1871 i va morir el 29 de gener de 1941. Fou un general i polític grec que el 4 d'agost de 1936 va establir una dictadura de caràcter feixista a Grècia i la va fer durar fins a la seva mort, el 1941.
El feixisme grec va ser una variant més dels règims totalitaris de caràcter feixista que van envair quasi tot Europa al període d'entreguerres. El feixisme grec estava a mig camí entre el feixisme italià i el nacionalsocialisme alemany encara que tenia, en canvi, una sèrie de trets propis que el caracteritzaren d'una manera peculiar.
Metaxàs volia que el seu règim (anomenat del 4 d'Agost) instal·lés les bases per a la denominada Tercera Civilització Hel·lènica, després de l'antiga Grècia i de l'Imperi Romà d'Orient.
Metaxàs va crear una policia secreta anomenada Asfaleia basada en la Gestapo alemanya (el seu ministre d'interior Maniadakis organitzava congressos conjunts amb el cap de les SS Himmler), va crear una Organització Nacional de Joventuts (EON) basada en la Hitlerjugend nazi, i va realitzar una continuada i important modernització de l'exèrcit grec, amb l'ajuda de l'Alemanya de Hitler. Metaxàs, però, mai no va tenir ambicions expansionistes després del fracàs de la invasió grega de l'Àsia Menor el 1922.
La politica exterior de la Grècia feixista va ser molt complicada perquè Metaxàs va haver de mantenir-se equidistant entre el tradicional poder marítim mediterrani (Gran Bretanya) i el règim ideològic amb el que se sentia més afí (Alemanya). L'octubre de 1940, Mussolini va atacar Grècia des d'Albània, però Metaxàs, que havia organitzat juntament amb el general Papagos la defensa del país, va aconseguir repel·lir l'atac italià, empènyer l'exèrcit italià més enllà d'on havia començat l'atac, i alliberar els territoris històricament grecs de l'Epir del Nord.
Tot i que mai no va guanyar el suport popular de la societat grega (a qui queia antipàtic), Metaxàs va morir -alguns diuen que assassinat pels serveis d'intel·ligència britànics- el 29 de gener de 1941, convertit en un autèntic heroi nacional després de la seva victòria contra el diverses vegades superior exèrcit italià. El "dia del No" (Epéteios tou Ochi), 28 d'octubre de 1940, l'aniversari del dia que Metaxàs va refusar l'ultimàtum de Mussolini, és avui la festa nacional de Grècia juntament amb el 25 de març (dia de la Independència).